# Avancem
Avancem (en français : Avançons) est un parti politique catalan d'idéologie social-démocrate, fondé en 2012 par une scission du Parti des socialistes de Catalogne (PSC).

## Présentation
Avancem a été créé afin de constituer un espace socialiste et de centre gauche dans le cadre du processus indépendantiste catalan (ca).
En février 2014, sous la direction de Joan Ignasi Elena (ca), le mouvement se constitue en association dans la perspective des coalitions futures avec d'autres groupes et notamment la Nouvelle Gauche catalane.
En 2015, à l'occasion des élections au parlement de Catalogne, il participe à la coalition Ensemble pour le oui et s'affiche ainsi clairement comme un parti catalaniste et indépendantiste. Il obtient un député  Fabian Mohedano (ca)